# جو روسو
جو روسو (بالإنجليزية: Joe Russo)‏ هو ملحن أمريكي، ولد في 18 ديسمبر 1976 في بروكلين في الولايات المتحدة.

## وصلات خارجية
- جو روسو على موقع ميوزك برينز (الإنجليزية)
- جو روسو على موقع أول ميوزيك (الإنجليزية)
- جو روسو على موقع ديسكوغز (الإنجليزية)